# Příběh prince Gendžiho
Příběh prince Gendžiho (japonsky 源氏物語, Gendži monogatari) je japonský román z období Heian, který v letech 1000 až 1014 nebo 1020 napsala japonská spisovatelka, básnířka a dvorní dáma na císařském dvoře paní Murasaki Šikibu (紫式部, asi 973 – asi 1014 nebo 1025). Je dovršením vývoje klasické japonské prózy, na němž měly ženské spisovatelky velký podíl, zejména v oblasti črt a deníkové literatury, ale svou kompozicí a stylem je vysoce převyšuje. Pro svou psychologickou hloubku, fabulační strukturu a hluboký estetický i filozofický podtext je dílo často označováno za první román vůbec.
V českém jazyce byl román vydán ve čtyřech dílech v nakladatelství Paseka v letech 2002 až 2008 v překladu Karla Fialy.

## Vznik a otázka autorství románu

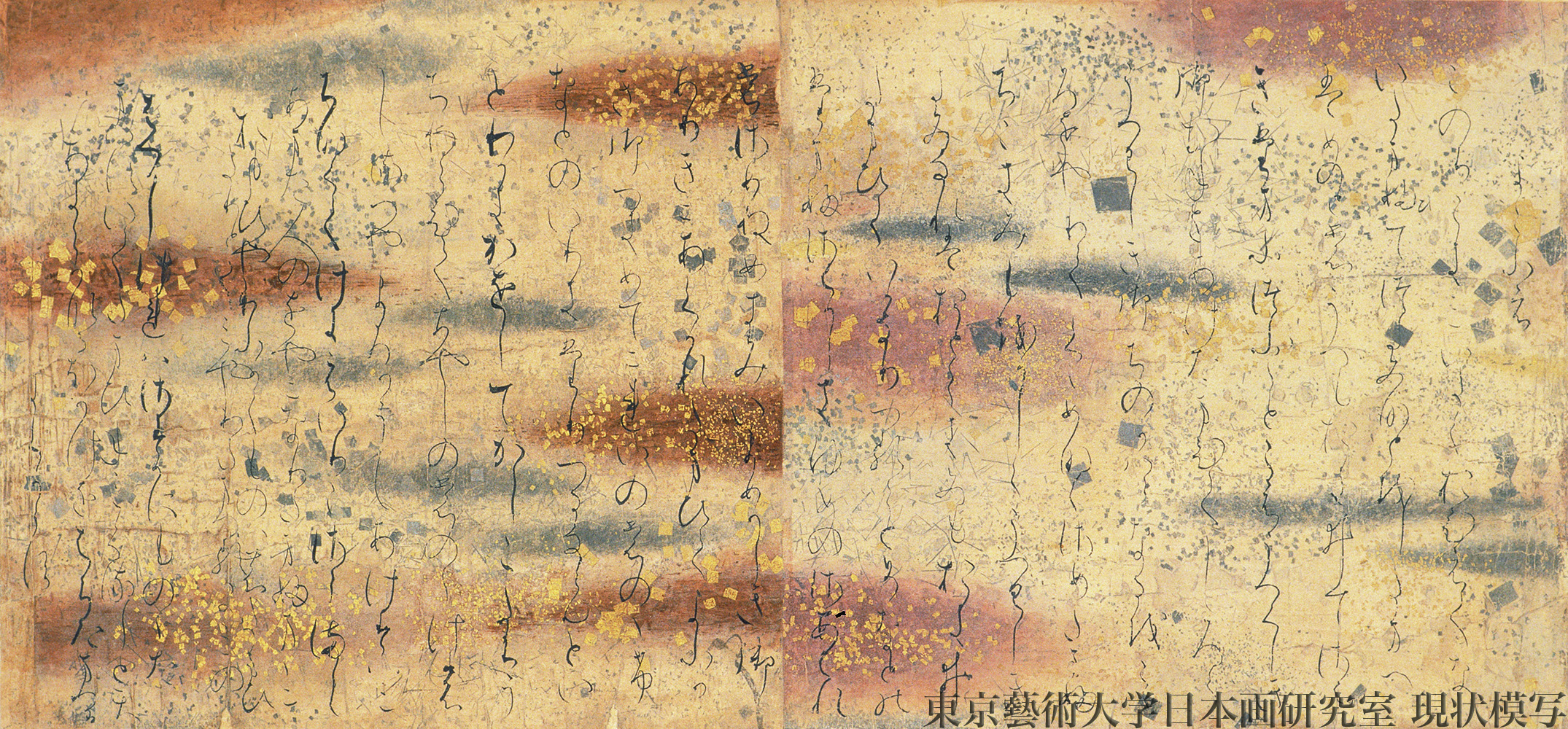
Text románu na ilustrovaném svitku ze 12. století

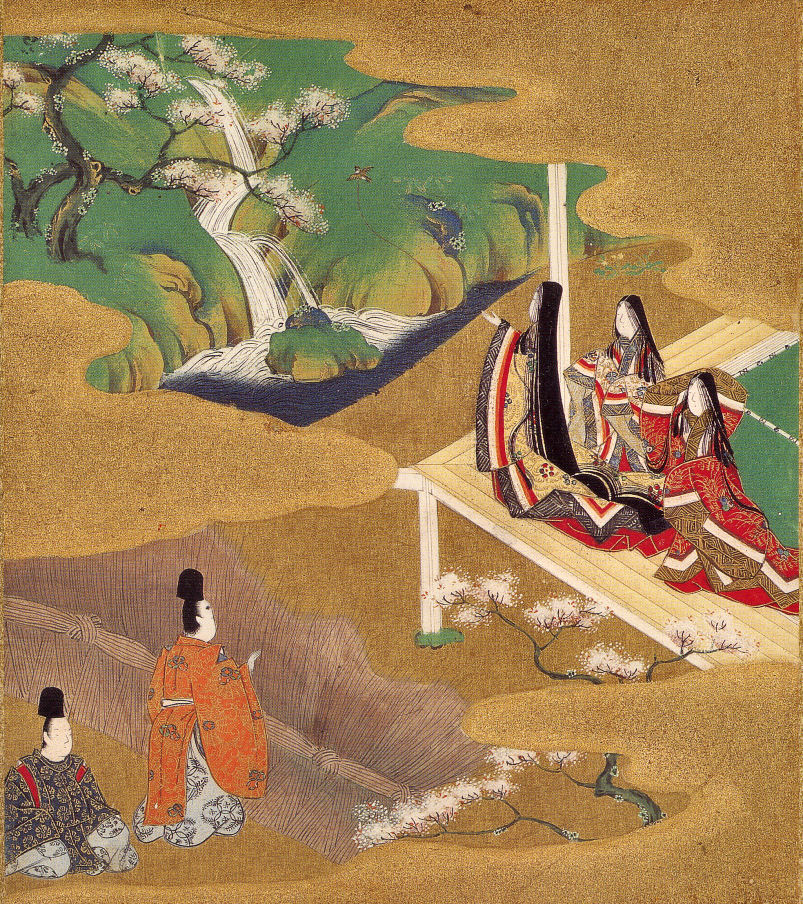
Ilustrace k páté kapitole Mladičká fialka (Wakamurasaki), autor Tosa Micuoki (1617-1691)

Předpokládá se, že Murasaki Šikibu začala na svém díle pracovat kolem roku 1000. V opisech kolovaly části románu již od roku 1005 a celý román byl dokončen do roku 1020. Někteří literární historikové však tvrdí, že román je nedokončený, protože končí takřka uprostřed věty slovy opisovače „Potud co stojí v knize“.
Mnozí literární vědci a překladatelé (ať již do moderní japonštiny nebo do jiných jazyků) poukazují na to, že třetí část knihy (a především posledních deset kapitol) se liší od předcházejících jak stylisticky tak i kvalitativně, neboť v ní převládají jednodušší popisné pasáže. To podporuje možnost, že Murasaki Šikubu není jedinou autorkou celého románu. Existuje i názor, že poslední část napsala dcera paní Murasaki, Daini no Sanmi.
Podle převládající verze však celý román vytvořila Murasaki Šikibu. Protože se dílo dochovalo jen v opisech, mohly být konkrétním pisatelem některých pasáží skutečně různé osoby, autor základní koncepce a většiny celého díla je však jen jeden.

## Struktura
Román má 54 kapitol označených poetickými názvy, vystupuje v něm téměř 400 postav (z toho 30 hlavních) a děj se odvíjí po dobu sedmdesáti let. Součástí prozaického textu je také téměř 800 básní. V japonské literárně-vědní tradici se zpravidla člení na tři části:
- První část zahrnuje prvních 33 kapitol, tj. začíná kapitolou Dáma z Pavloniové komnaty (桐壺, [Kiricubo]) a končí kapitolou Pupence vistárií (藤裏葉, Fudži no uraba) (v českém překladu jde o 1. a 2. díl).
- Druhá část začíná kapitolou Jarní byliny I. (若菜上, Wakana: Džó) a končí Gendžiho smrtí, tj. kapitolou Odchod do nadoblačné říše (雲隠, Kumogakure) (jde o 3. díl českého překladu).
- Třetí část obsahuje posledních třináct kapitol, začíná tedy kapitolou Niou, Provoněný přednosta (匂宮, Niou Mija) a končí kapitolou Bludný most snů (夢浮橋, Jume no ukihaši) (v českém překladu se jedná o 4. díl).

## Rukopisy
Dílo se dochovalo jen v opisech, z nichž nejstarší úplné jsou ze 13. století (části textu se však dochovaly na ilustrovaných svitcích z konce 12. století). Opisy, ve kterých se román dochoval, se dělí na tři druhy:
- Aobjóši-bon (青表紙本, Modrý sešit), který sepsal básník a učenec Fudžiwara no Teika (1162–1241) a který sloužil jako vzor pro další opisnou činnost.[6]
- Kawači-bon (河内本) pojmenovaný podle místního jména[8] a dokončený roku 1255, jehož autorem je básník Minamoto no Čikajuki.
- Beppon (別本), což znamená doslova „ostatní“ a reprezentuje tedy všechny ostatní opisy (neúplné nebo smíšené, vzniklé kompilací dvou předchozích).[6]

## Obsah románu

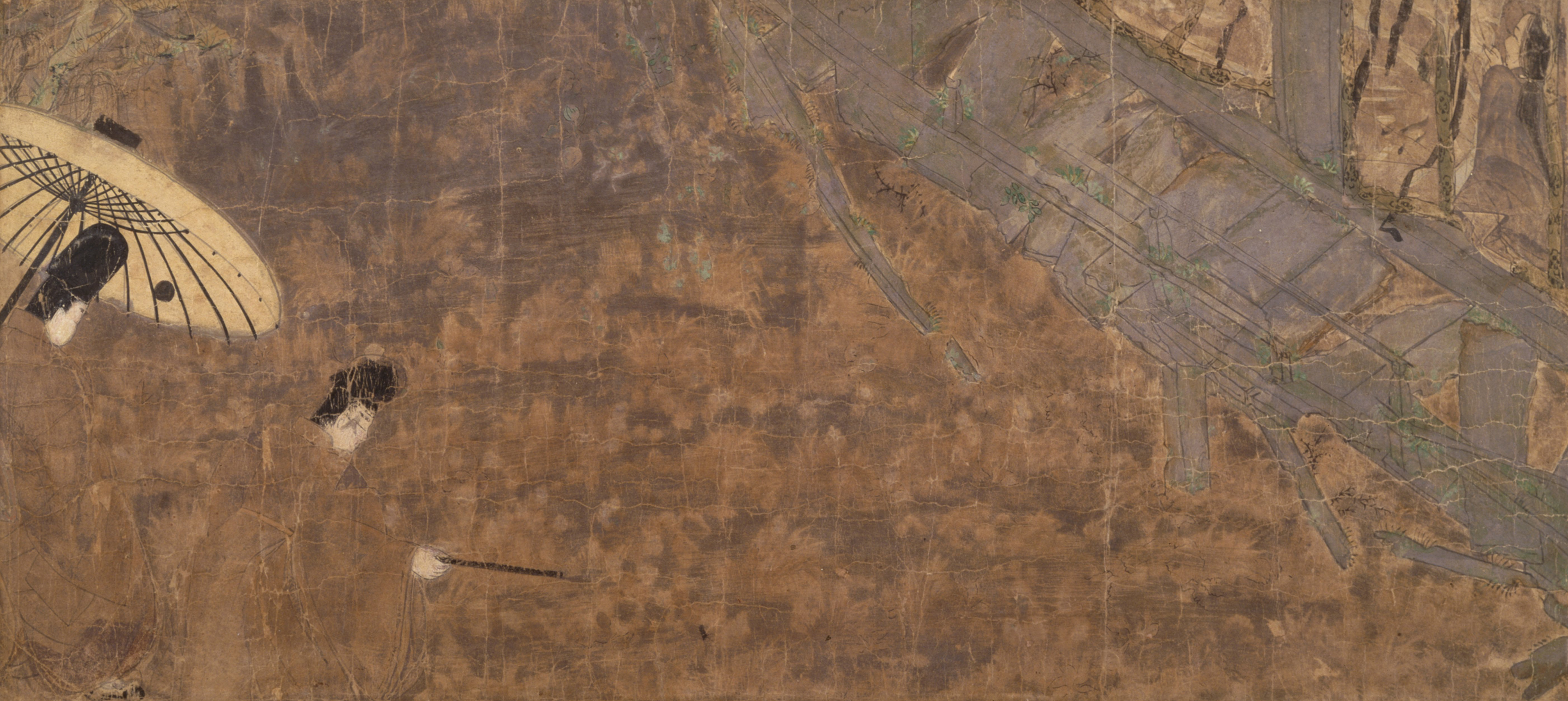
Ilustrace k patnácté kapitole Zahrada zarostlá pelyňkem (Jomogiu), ilustrovaný svitek ze 12. století

Příběh prince Gendžiho je rámcovým románem, ve kterém jsou alegoricky laděné epizody a samostatné příběhy volně spojeny hlavní postavou vyprávění. Je v nich vylíčen osud dvorského milovníka a císařského levobočka Zářícího prince Hikarua Gendžiho a následně jeho domnělého syna Kaorua a skutečného vnuka Nióa. Postava prince Gendžiho je silně idealizována. Je to okouzlující, vzdělaný a ušlechtilý muž, který navazuje milostné vztahy s různými typy žen. Ostatní postavy jsou ale velmi podrobně a realisticky propracované, a to i z hlediska psychologického (obzvláště se to týká ženských osobností). V celém díle lze vysledovat dva základní plány: jednak snahu pobavit dvorskou šlechtu, jednak (a to především) zobrazit lidský osud v rámci buddhistické koncepce marnosti a pomíjivosti. Tomu odpovídá i to, že většina Gendžiho milostných vztahů končí zklamáním a výčitkami.
Následující text, ve kterém je stručně podána hlavní dějová linie románu a který je rozdělen do čtyř částí podle českého vydání, nemůže proto ani zdaleka vystihnout skutečnou pestrost vyprávění, ve kterém se střídají epické pasáže, duchaplné dialogy, psychologické postřehy, popisy přírody, básnické vložky, úvahy o umění a literatuře, popisy dvorských obřadů, slavností, tanečních představení a uměleckých soutěží a ve kterém jsou odhaleny i záporné stránky života u císařského dvora (zhoubný účinek různých pověr, intriky, bezohlednost a krutost přeerotizované společnosti).

### 1. díl

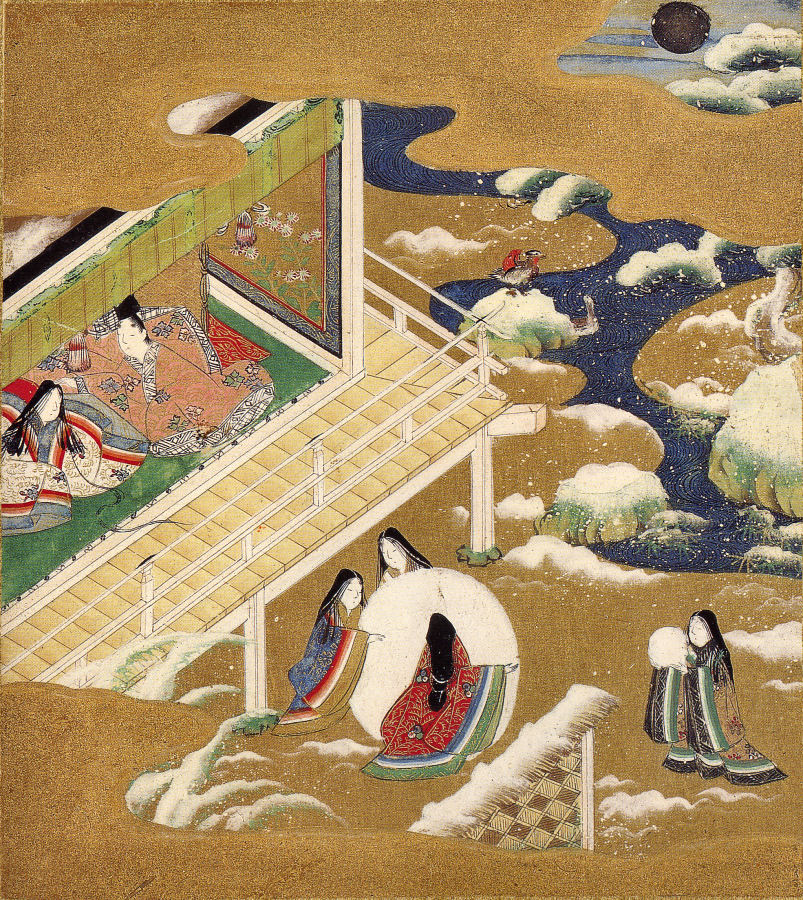
Ilustrace ke dvacáté kapitole Jitřní tvář (Asagao), autor Tosa Micuoki

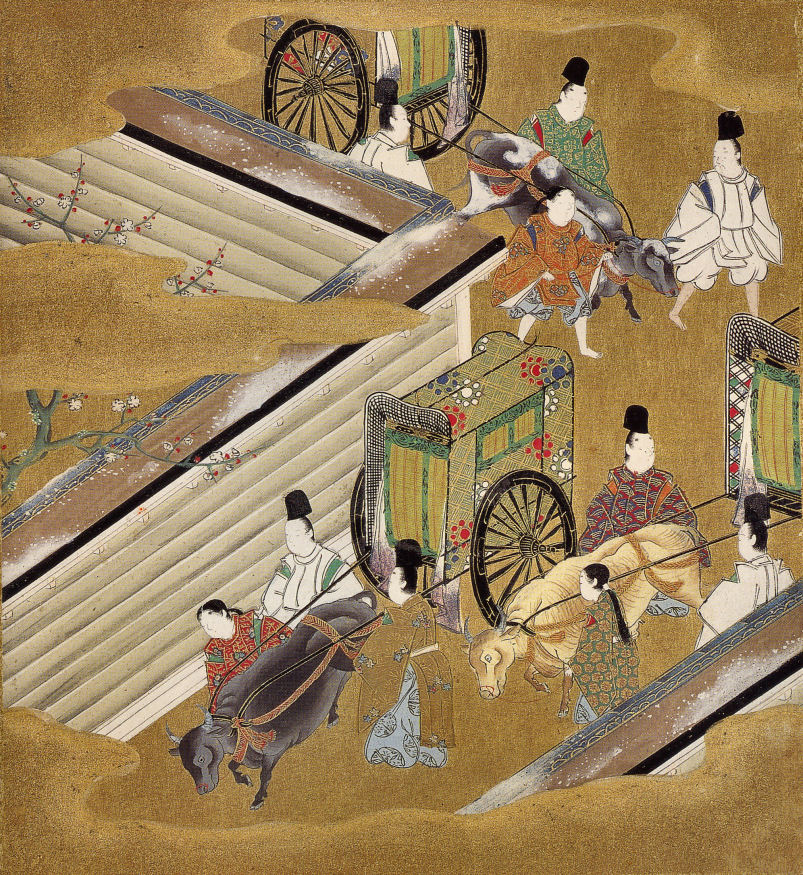
Ilustrace ke čtyřicáté druhé kapitole Nió, Provoněný přednosta (Nió Mija), autor Tosa Micuoki

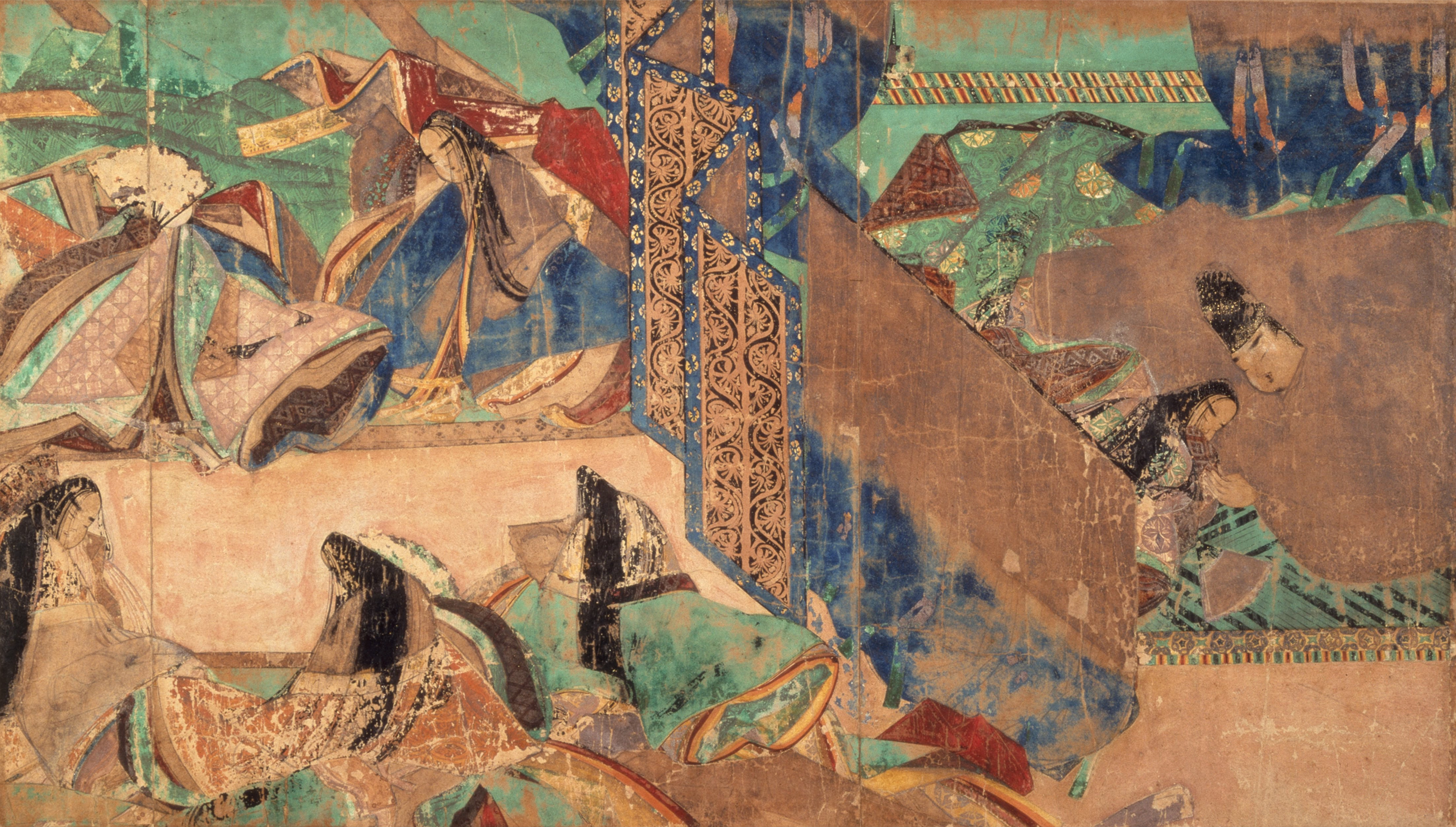
Ilustrace ke čtyřicáté deváté kapitole Břečťan, popínavý strom (Jadorigi), ilustrovaný svitek ze 12. století

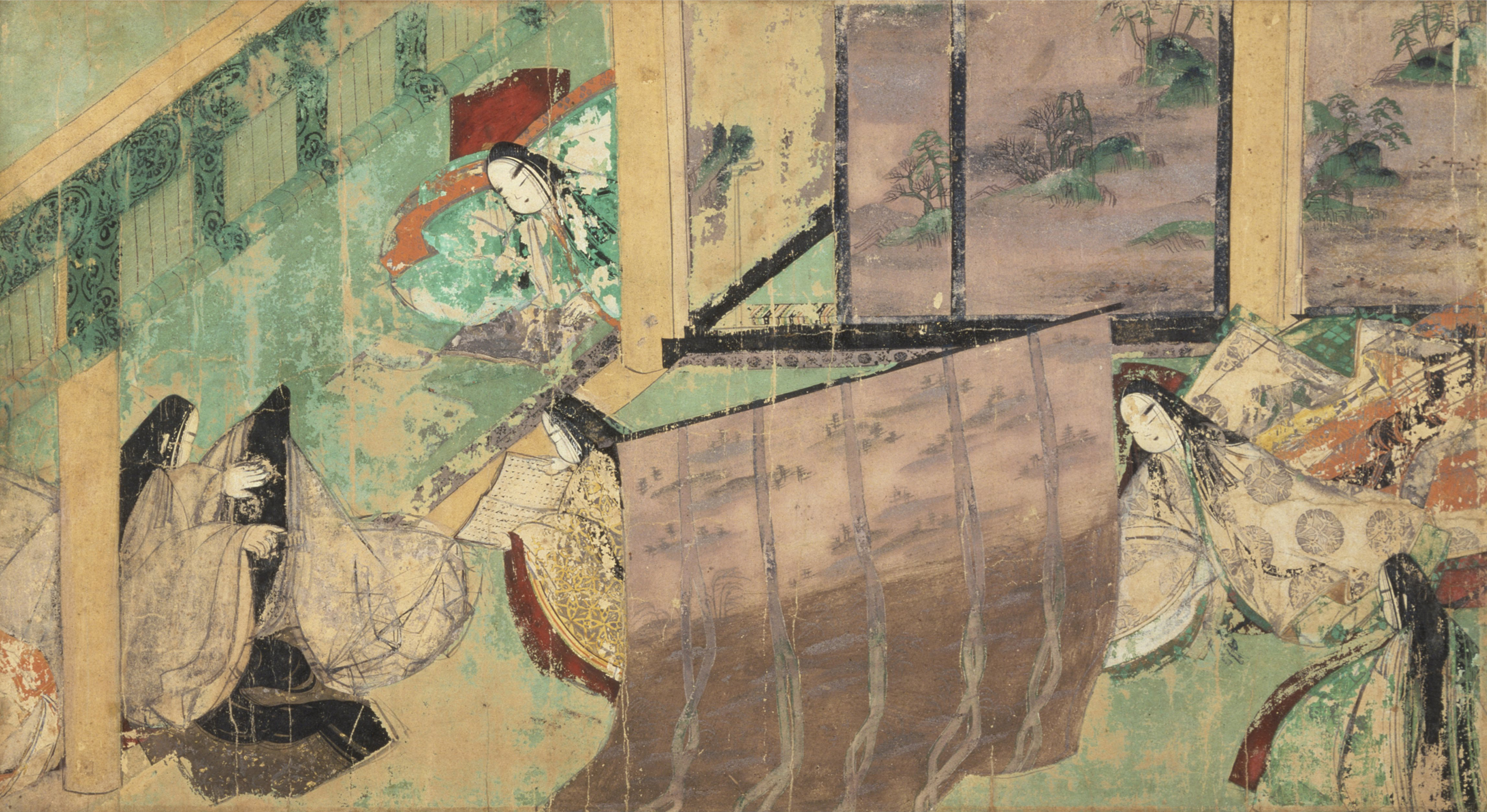
Ilustrace k padesáté kapitole Venkovská chýše (Azumaja), ilustrovaný svitek ze 12. století

Císařský levoboček Hikaru Gendži (Zářící princ) je plodem romantické lásky, kvůli které ostatní dvorní dámy a císařské souložnice uštvaly jeho matku, dámu z Pavloniové komnaty, k smrti. Samotný princ, jehož bylo nutno podle věštby vyřadit z císařské linie, je však neobyčejné krásný a nadaný a brzy se stane vyhlášeným milovníkem. Princova milostná dobrodružství nejsou však pouhé avantýry sebestředného hrdiny. Ve skutečnosti mají hluboký estetický a filosofický podtext. Jde o hledání ideálu ženy, který pro něj představuje jeho matka.
Ve dvanácti letech je princ oženěn s dcerou ministra po levici Cesmínou (Aoi no ue), která mu porodí syna Júgiriho. Manželství, které bylo vyvoláno císařovou snahou po upevnění postavení levobočka u dvora, není však příliš šťastné a princ i nadále hledá ideální ženu. Je dokonce přitahován k ženě podstatně starší, k vášnivé paní ze Šesté ulice (Rokudžó no mijasudokoro). Ta se chce stát jeho manželkou a zapříčiní proto nehodu, při které Cesmína zahyne. Gendži se však brzy seznámí se svou celoživotní láskou a druhou manželkou, paní Murasaki no ue (paní Fialkou). Přesto i nadále hledá dostatečně urozenou ženu, která by byla podobná jeho matce. To vede k jeho tajnému a velkému hříchu, ke svedení otcovy milenky Fudžicubo, která je dvojnicí jeho matky, a ke zplození budoucího císaře Reizeie. Do vyhnanství se však později dostane za malý, ale veřejný hřích, totiž za svedení dcery ministra po pravici.

### 2. díl
Gendži pobývá v nehostinném vyhnanství v poloopuštěné zátoce Suma mezi dnešní Ósakou a Kóbem, kde má vykonat pokání. I zde však navazuje milostné vztahy, jejichž plodem je dcera Akaši. Brzy je však plně rehabilitován, když se císař Reizei dozví od starého mnicha pravdu o svém původu. Císař dokonce svého skutečného otce formálně jmenuje Jeho eminencí excísařem, ačkoliv císařem nikdy nebyl. Rovněž jeho přátelé, podřízení a služebníci se dožívají navrácení hodnosti a úřadů a dosahují větší kariéry než před Gendžiho vyhnanstvím (takováto dokonalá rehabilitace byla však dle zvyklostí heinanské doby prakticky nemožná, šlo pravděpodobně o jemný náznak od paní Murasaki pro císařovnu, aby provedla určitá skutečná omilostnění).
Gendži náhle žije ve zcela jiném světě, než byl doposud zvyklý a ovládne jej ješitnost a pýcha. Náhlá dostupnost a samozřejmost významného společenského postavení a bohatství jej z mladého hloubavého šlechtice promění do předčasně povrchního a nedůtklivého starce.

### 3. díl
Téma viny a trestu jako příčiny a následku nabývá v románu postupně na výraznosti a je podtrhováno melancholickým podtónem textu. Na přání excísaře Suzakuoa si Gendži, kterému je nyní čtyřicet let, bere za hlavní manželku jeho dceru Třetí princeznu. Fialka se tak stává vedlejší manželkou a propadá depresím. Protože je bezdětná, adoptuje Gendžiho dceru Akaši, čímž jí umožní stát se císařovnou. Akaši se pak stane matkou korunního prince Nióa, který je Gendžiho vnukem.
Na Gendžiho dopadají kruté rány osudu. Třetí princeznu svede velitel stráže Dub (Kašiwagi) a narozený syn Kaoru tak není Gendžiho synem, což je před veřejností sice utajeno, ale Gendži to těžce nese. Uvědomí si však, že se kdysi dopustil podobného činu jako Kašiwagi, začíná litovat svého přelétavého a povrchního života, kaje se a uvažuje o možnosti stát se mnichem. Ubývá jeho vášnivosti a převládá buddhistický stesk, který se ještě prohloubí po další pro něj zdrcující události, když paní Fialka onemocní a zemře. Ale ani nyní se Gendži nedokáže stát mnichem a zůstává vnitřně rozpolcen. Navíc si uvědomuje, že v povaze jeho skutečného syna Júgiriho se odrážejí jeho vlastní chyby. Kapitola Odchod do nadoblačné říše pak nemá vůbec žádný text (není proto započítávána do 54 kapitol románu), znamená však, že Gendži, kterému je padesát dva let, necelý rok po smrti paní Fialky umírá.

### 4. díl
Závěrečná část románu se stává jakousi ságou Gendžiho potomků, především jeho domnělého syna Vonného prince Kaorua (podle toho, že voní přirozenou vůní) a jeho skutečného vnuka Provoněného přednosty vojenského úřadu Nioua (ten je znám rafinovanými umělými vůněmi), kteří jsou do jisté míry přáteli, ale přesto oba obvykle neúnavně soupeří o přízeň týchž žen. Posledních deset kapitol se pak souhrnně nazývá Deset kapitol z Udži (Udži džúdžó) podle kraje ležícího nedaleko Kjóta a právě u nich není zcela jisté, zda je opravdu napsala paní Murasaki Šikibu, protože mají poněkud jiný styl.
Základní linii příběhu tvoří komplikovaný vztah Kaorua a Nioua ke dcerám Gendžiho zchudlého nevlastního bratra Osmého prince, který se po smrti své ženy a po vyhoření paláce usadil na horské samotě v Udži. Chce se stát mnichem, věnuje se nerušenému rozjímání a výchově svých dvou dcer. Kromě nich má ale Osmý princ ještě jednu dceru, jejíž matka byla služebná a kterou proto odmítl vychovat. Do této dívky jménem Ukifune (Bludná loďka) se po jejím objevení Kaoru i Nió zamilují. Jsou tak neodbytní, že introvertní Ukifune nakonec záhadně zmizí a všichni si myslí, že skočila do řeky. Po pohřbu je však na smrt vyčerpaná nalezena v zahradě zpustlé císařské vily. Ukrývá se pak u dvou mnišek, odmítá oba nápadníky, odvrací se od pomíjivého světa a stává se také mniškou. Kaoru na to nedbá a dokonce to považuje za intriku jiného milence. A  tím celé dílo v kapitole nazvané Bludný most snů (Jume no ukihaši) náhle končí.

## Filmové adaptace
- Gendži Monogatari (1951), japonský film, režie Kózaburó Jošimura (吉村 公三郎),
- Gendži Monogatari (1966), japonský animovaný film, režie Kon Ičikawa,(市川 崑)
- Gendži Monogatari (1980), japonský televizní film, režie Teruhiko Kuze, (久世 光彦)
- Gendži Monogatari (1991), japonský televizní seriál, režie Šin'iči Kamošita, (鴨下 信一)
- Gendži Monogatari (2011), japonský film, režie Jasuo Curuhaši, (鶴橋 康夫).[13]

## Česká vydání
Román vyšel česky poprvé a zatím naposledy ve čtyřech dílech v letech 2002 až 2008 v nakladatelství Paseka v překladu Karla Fialy. Fialův překlad je oceňován především pro jeho významovou přesnost, ale také pro jeho stylovou vynalézavost a čtivé podání. Japanolog Antonín Líman ocenil také Fialův způsob překladu japonských veršovaných tanek, které se do českého jazyka převádí velmi obtížně.